# Otto Moltke (1827-1897)
 Der er flere personer med dette navn, se Otto Moltke.
Otto Heinrich Albert Theodor Frederik August Moltke (9. november 1827 – 20. september 1897) var en dansk officer, far til officeren af samme navn.
Han var søn af Carl Bernhard Ludvig Otto Moltke, blev officer i artilleriet, deltog i begge de slesvigske krige og endte som generalmajor og chef for Københavns væbning. Moltke blev 10. november 1866 naturaliseret som dansk adelsmand. Han var Kommandør af 2. grad af Dannebrogordenen, Dannebrogsmand og bar udenlandske ordener.
Han blev gift 1. gang 16. maj 1863 med Augusta Gottlieb (1842-1875) og 2. gang med Caroline Frederikke Jacobsen (1849-1933, gift 1. gang 1873 med landmand Rudolph Christoffer Puggaard, 1849-1873). Hans søn, cand.polyt. Helmuth Heinrich Otto Moltke (1882-1930) var 1. gang gift med Bodil Ipsen, 2. gang med kgl. operasangerinde Astrid Louise Therese Marie Elsted.